# Jan Smallenbroek (politicus)
Jan Smallenbroek (Assen, 21 februari 1909 - Wassenaar, 29 september 1974) was een Nederlands politicus.
Smallenbroek was een zoon van de architect Albert Smallenbroek. Hij volgde onderwijs aan de Rijks Hogere Burgerschool. De gereformeerde Smallenbroek was een ARP-voorman uit Drenthe. Begin jaren dertig begon hij als medewerker bij de Dienst Domeinen. Van 1939 tot 1941 was hij raadslid, wethouder en na de capitulatie fungeerde hij enige tijd als waarnemend burgemeester van Elburg. In de Tweede Wereldoorlog was hij een vooraanstaand en standvastig verzetsman. In 1942 moest hij onderduiken
Begin 1945 werd Smallenbroek opgepakt. Dat gebeurde tijdens een vergadering in Amsterdam. Deze bijeenkomst was verraden door Johan van Lom. Deze had wel als voorwaarde gesteld aan de Duitsers dat de verzetslieden aanwezig op de door hem verraden vergadering niet geëxecuteerd zouden worden. De Duitsers hielden hun belofte. Smallenbroek zat eerst gevangen in de Amsterdamse gevangenis aan de Weteringschans, daarna in de Scheveningse strafgevangenis, alwaar hij in mei 1945 werd bevrijd.
Na een korte periode in de Tweede Kamer, was hij vanaf 1946 statenlid en gedeputeerde van Drenthe, wat hij bleef toen hij in 1956 terugkeerde in de Kamer. Aanvankelijk was hij woordvoerder voor maatschappelijk werk en binnenlandse zaken en vanaf 1963 fractievoorzitter, als opvolger van de zieke Van Eijsden.
In 1965 verruilde hij zijn vertegenwoordigende functies voor het ministerschap van Binnenlandse Zaken in het kabinet-Cals. Als minister kreeg hij te maken met de gezagsproblemen in Amsterdam en met de perikelen rond het huwelijk van prinses Beatrix. Hij trad in 1966 af vanwege een door hem begaan verkeersdelict. Hij reed een geparkeerde auto aan en meldde dat pas de volgende dag. De rechter veroordeelde hem tot 200 gulden boete ofwel 40 dagen hechtenis. Hij kreeg daarna een lage plaats op de kandidatenlijst en trok zich terug. In 1967 werd hij staatsraad.
Jan Smallenbroek was de vader van politicus Bert Smallenbroek.
Jan Smallenbroek overleed op 65-jarige leeftijd.
- Biografisch Portaal: 08917935
- International Standard Name Identifier: 0000 0003 9269 147X
- Nederlandse Thesaurus van Auteursnamen: 068990960
- Parlement.com: vg09ll8wrcz0
- Virtual International Authority File: 286787570
- WorldCat: E39PBJmpd9xfJx7WdwPX9C8Qv3